# Barranco de Picasent
El barranco de Picasent, también llamado barranco de Beniparrell, es un curso de agua intermitente de la provincia de Valencia que desagua en el lago de la Albufera.

## Curso
El barranco se forma por la unión de otros dos barrancos, el de Don Félix, que nace a 220 m s. n. m., y el de Niñerola, que lo hace a 250 m s. n. m. Discurre por tierras de cultivo, con escasa pendiente. Después de su unión, el barranco de Picasent rodea dicha población, alcanzado una anchura de 80 a 100 metros. Sus principales afluentes, ambos por la izquierda, son el barranco del Garroferal y el del Pealón.